# Джен
Джен (также джанджо, дженджо, дза, гвомо, каренджо; англ. jen, janjo, jenjo, dza, gwomo, karenjo; самоназвание: èédzá, ídzà) — адамава-убангийский народ, населяющий восточную часть Нигерии, область в среднем течении реки Бенуэ к северу от города Джалинго (районы Карим Ламидо, Лау, Джалинго, Гассол, Иби и Ардо-Кола штата Тараба, районы Нуман и Ламурде штата Адамава, и район Баланга штата Гомбе). Центр этнической территории народа джен — селение Дза (Джен).
По оценкам, опубликованным на сайте организации Joshua Project, численность народа джен составляет около 33 000 человек.
Выделяются четыре субэтнических общности джен, напрямую не связанные с диалектным членением их языка: йе (саредоу, кайгама), дзака (кахала), нгвабанг (саретунде) и е’жи (джауле).

## Язык
Народ джен говорит на языке джен адамава-убангийской семьи нигеро-конголезской макросемьи. Данный язык распадается на диалекты джауле, кайгама и ларедо. Язык джен известен также под названиями «дза», «ээдза», «идза», «э идза», «джанджо», «дженджо», «джа» (самоназвание — nnwa’ dzâ). В классификациях языков адамава, представленных в справочнике языков мира Ethnologue и в «Большой российской энциклопедии», язык джен вместе с языками бурак, кьяк, лелау (мунга-лелау), ло (лоо), махди, мак, досо (мунга-досо, минганг-досо), моо и тха входит в состав группы джен ветви ваджа-джен. С недавнего времени создана письменность на базе латинского алфавита. Как второй язык джен распространён среди носителей джукуноидного языка шоо-минда-нье. Численность говорящих на языке джен, согласно данным, опубликованным в справочнике Ethnologue, составляет около 100 000 человек (2014). Помимо родного языка представители народа джен также владеют языком хауса и нигерийским пиджином.

## Религия
Подавляющее большинство представителей народа джен исповедует христианство (80 %), имеются группы мусульман (10 %) и приверженцев традиционных верований (10 %).

## Культура
Для народов региона среднего и верхнего течения реки Бенуэ характерен ряд культурно-бытовых особенностей, отличающих население этого региона от населения остальной части долины Бенуэ. В частности, народы этого региона (джен, чам-мона, лонгуда, га’анда, юнгур и другие) сохранили местные ритуальные практики, заключающиеся в обращении к предкам и духам с целью лечения больных, для удачной охоты, для защиты воинов в сражении и т. п. Наиболее характерной чертой таких ритуальных обрядов было использование керамических сосудов (чаще всего имевших антропоморфную форму), что резко контрастировало с обрядами других регионов, в которых преобладало использование деревянных статуэток и масок. Изготовлением сосудов и других гончарных изделий у народов верховьев Бенуэ занимались только женщины. Считается, что своеобразие культурных черт народов верховьев Бенуэ сложилось в условиях относительной изоляции, вызванной удалённостью региона и его холмистым ландшафтом, который защищал местные народы от частых вторжений завоевателей, прежде всего, от фульбе.

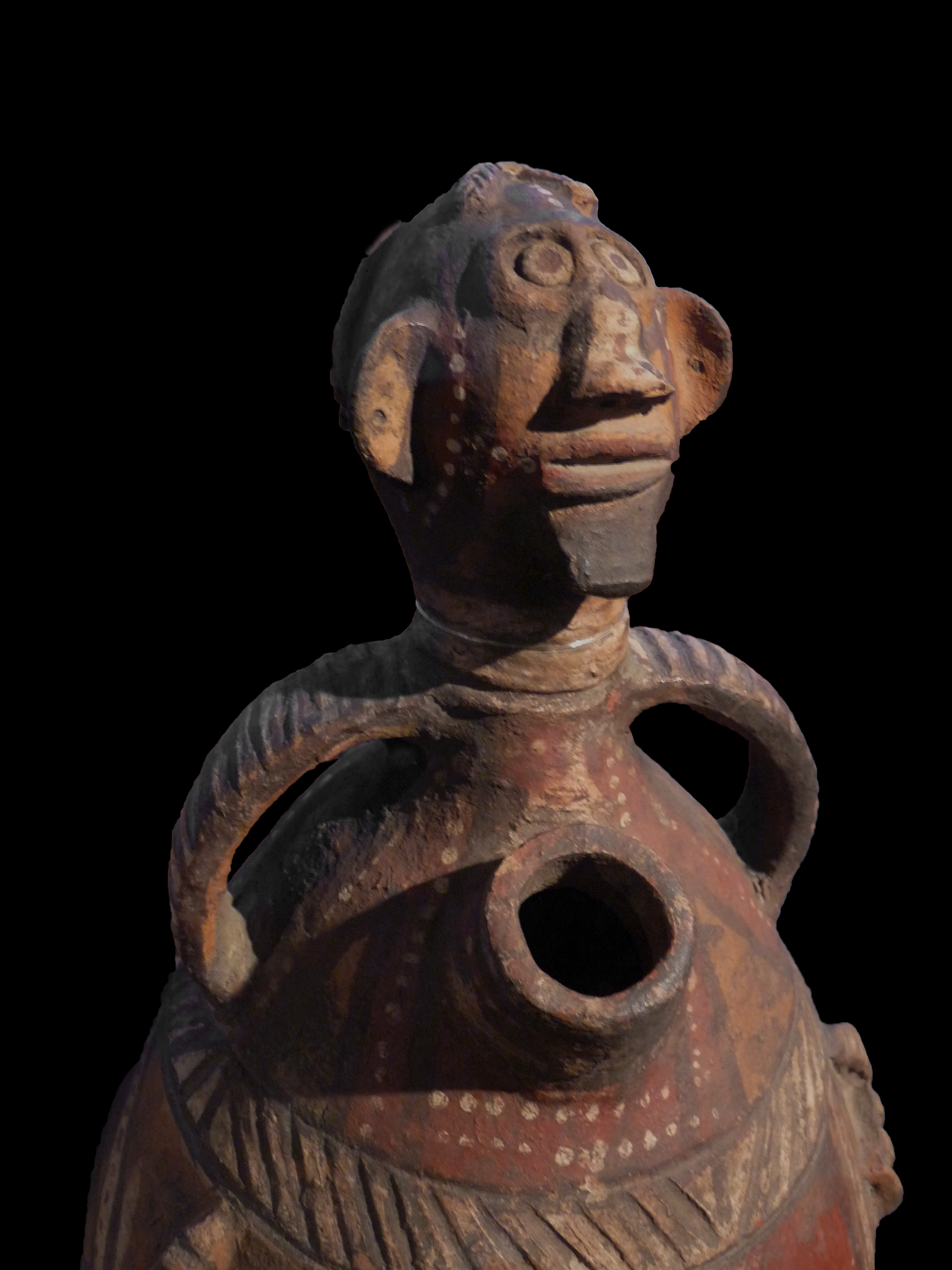
Гончарное изделие (Государственные музеи Берлина)
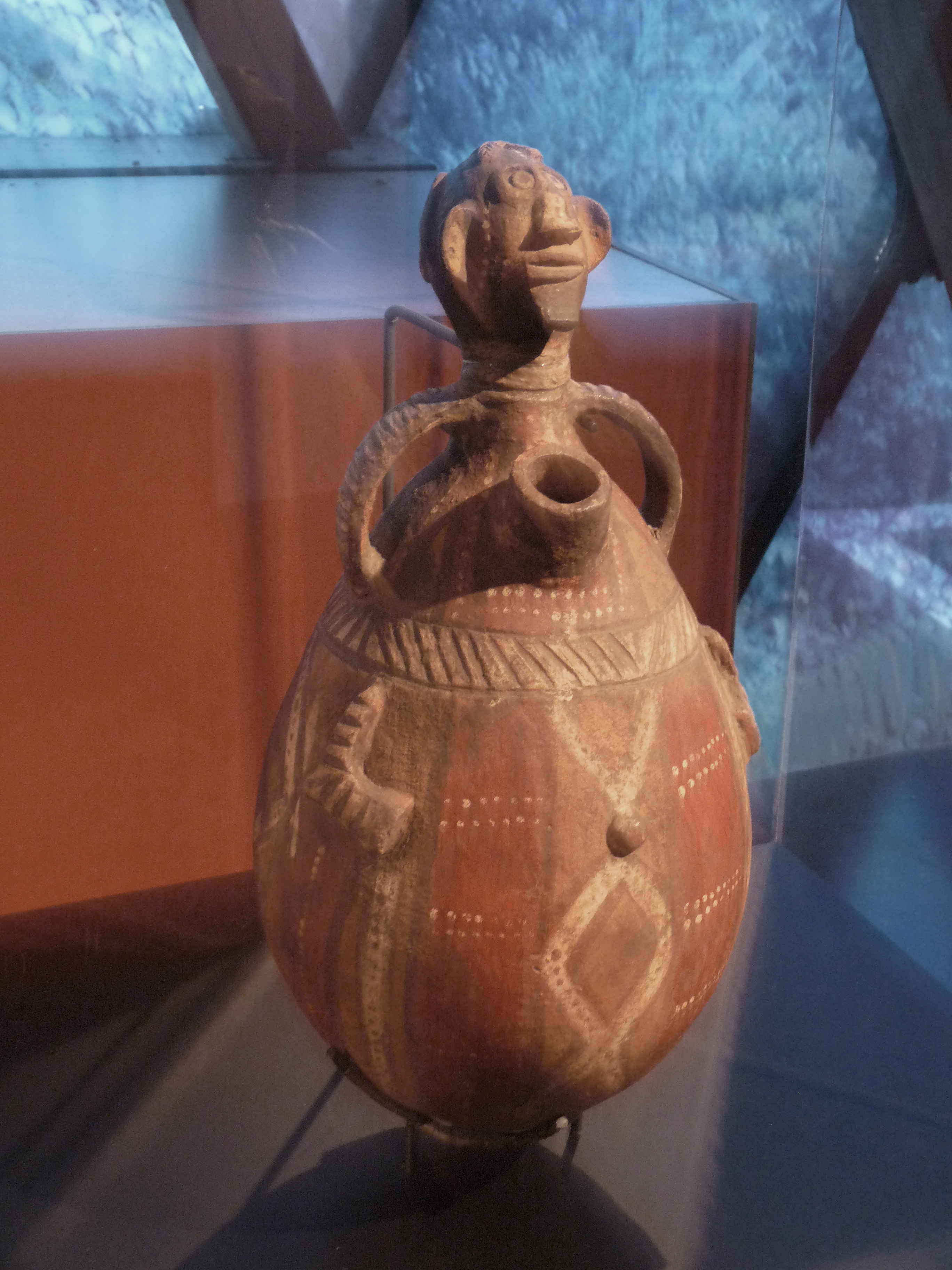
Гончарное изделие (Государственные музеи Берлина)
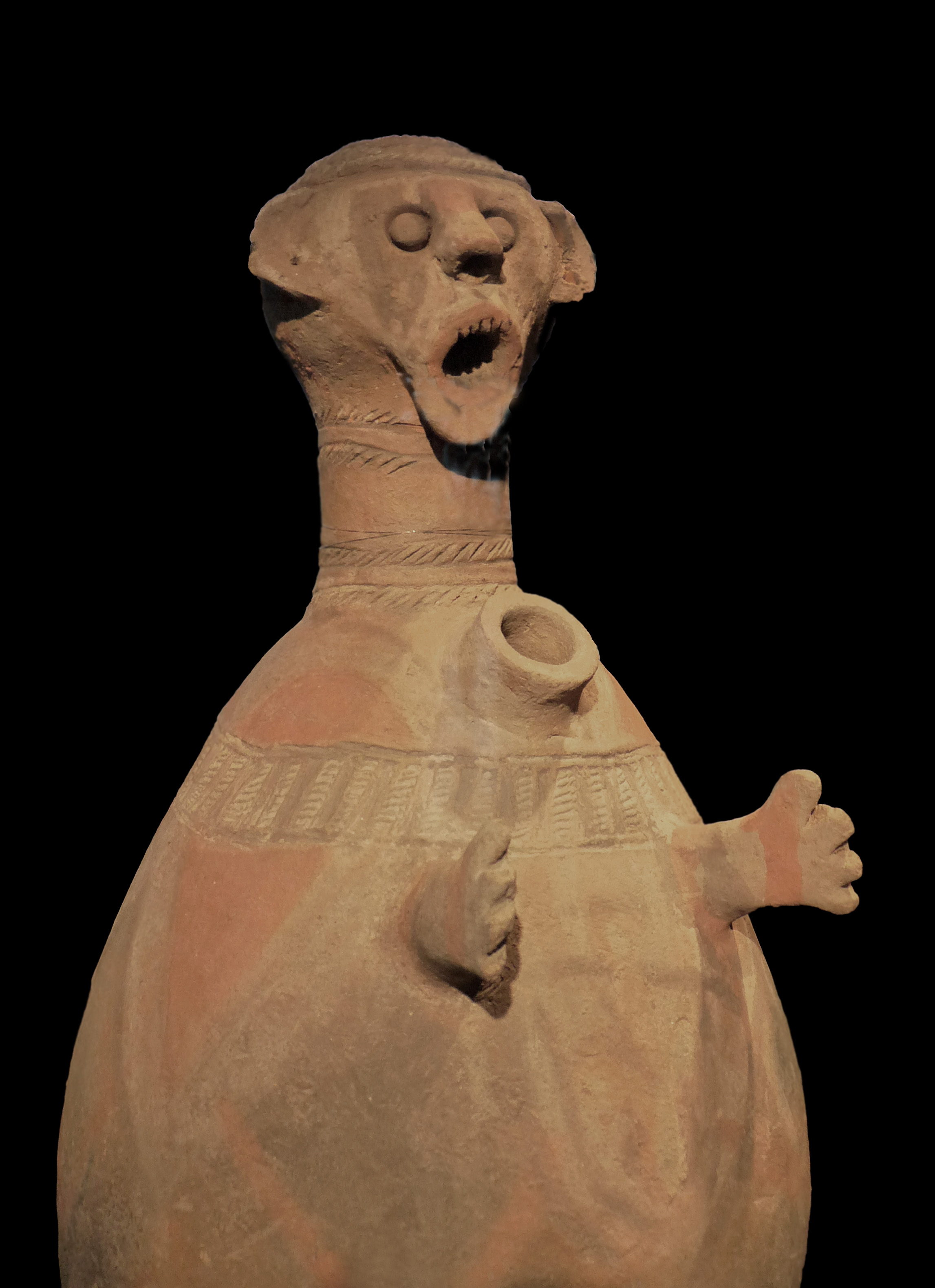
Гончарное изделие (Государственные музеи Берлина)
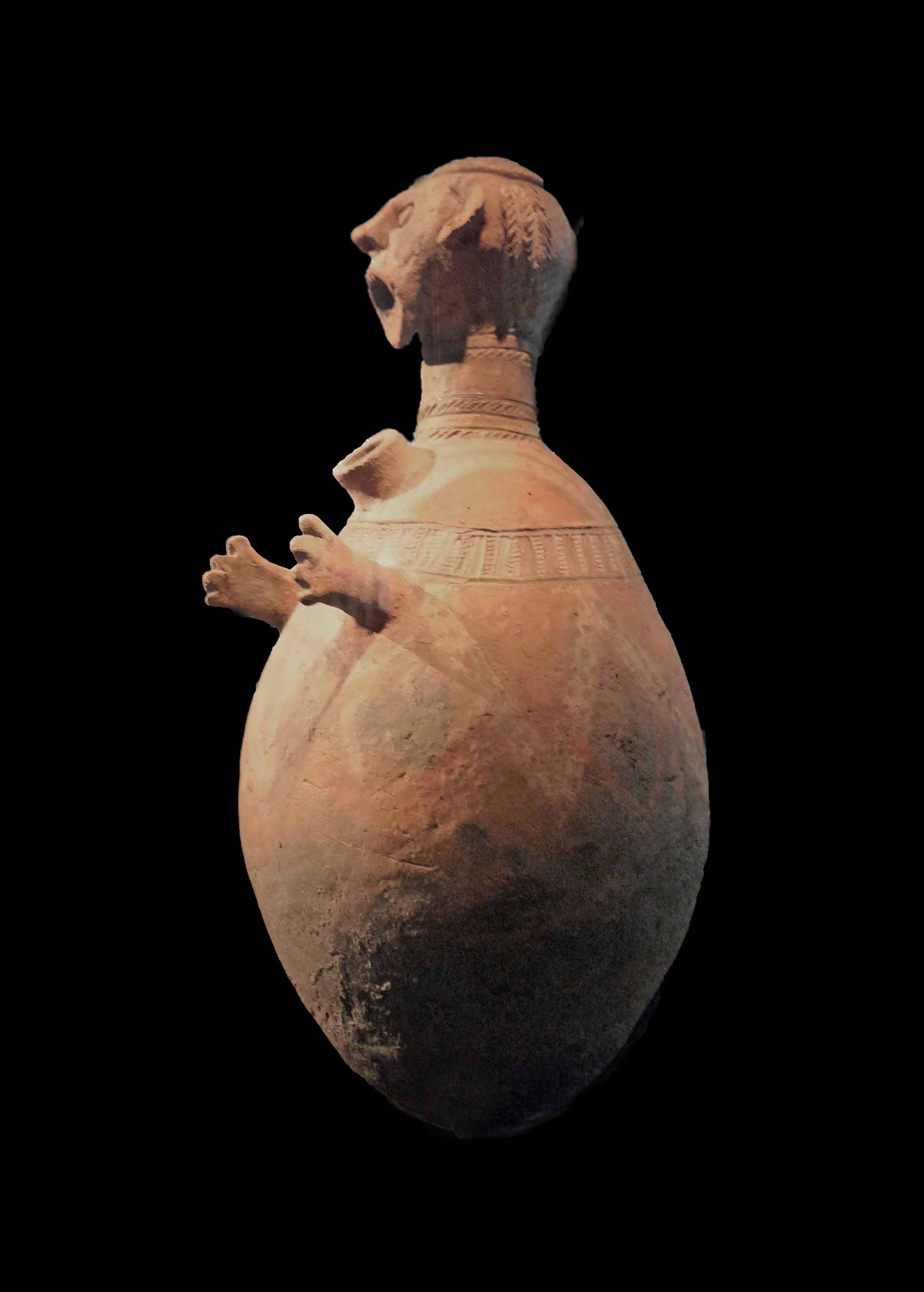
Гончарное изделие (Государственные музеи Берлина)
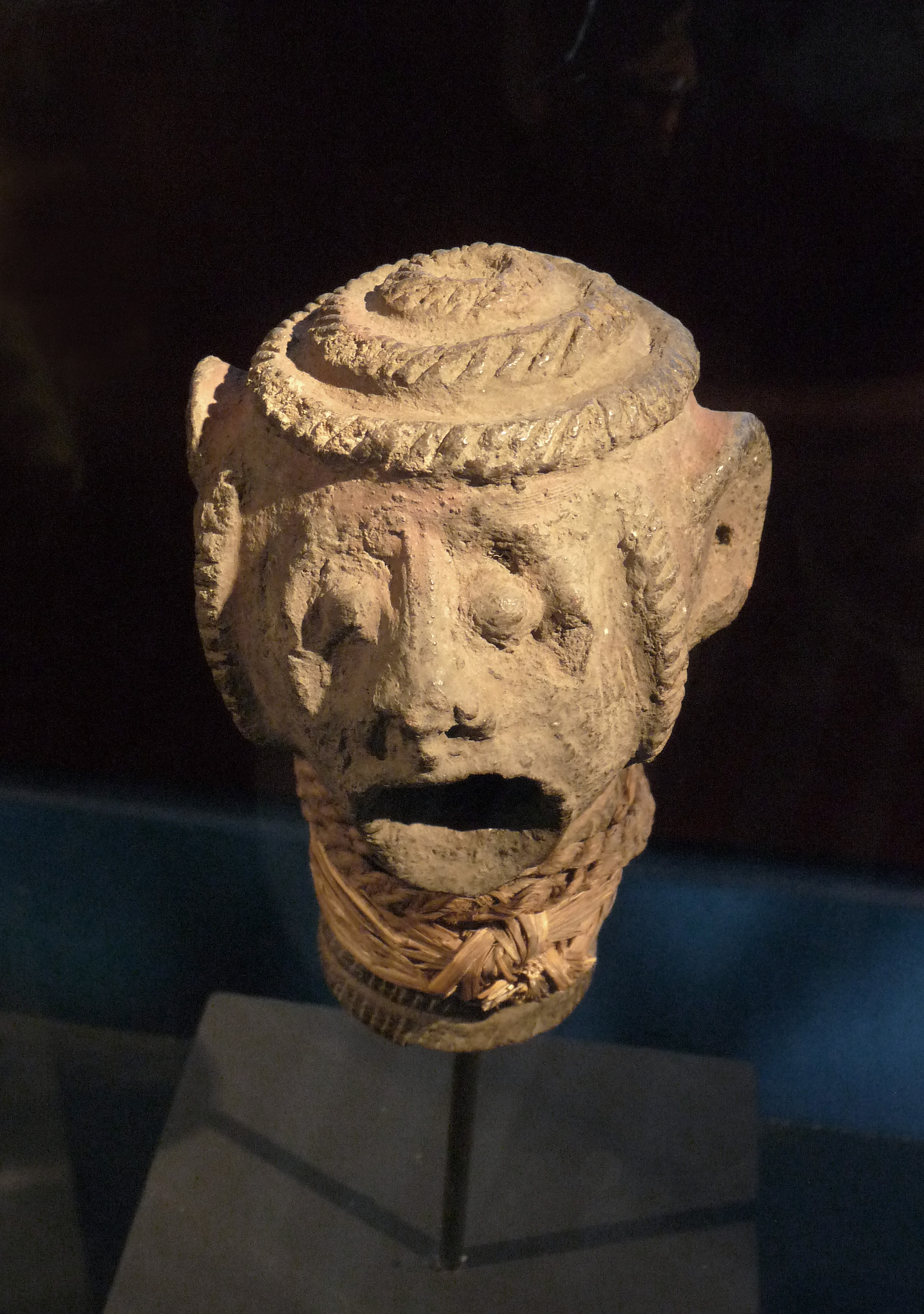
Скульптура (Государственные музеи Берлина)